# Umweltverträglichkeitsprüfung in der Schweiz
Rechtliche Grundlagen der Umweltverträglichkeitsprüfung (UVP) in der Schweiz sind das Umweltschutzgesetz (USG) und die Verordnung über die Umweltverträglichkeitsprüfung (UVPV).
In der Schweiz muss bei geplanten Anlagen, welche die Umwelt erheblich belasten können, eine UVP durchgeführt werden. Mit der UVP wird geprüft, ob ein Bauvorhaben das geltende Umweltrecht einhält. In diesem Sinne ist die UVP als „Gesetzesverträglichkeitsprüfung“ zu verstehen. Und deshalb kann in der Schweiz ein Vorhaben nicht genehmigt werden, wenn es die UVP nicht besteht.
Das Schweizer Recht sieht grundsätzlich keine Beurteilung nach Projektdurchführung (UVP a posteriori) vor: eine UVP ist also nur für neue Anlagen oder – unter gewissen Umständen – für die Änderung von bestehenden Anlagen vorgesehen.
Die UVP ist kein eigenständiges Verfahren, sondern ist in die bestehenden Bewilligungsverfahren (z. B. Plangenehmigungs- oder Konzessionsverfahren) für Anlagen eingebettet. Diejenige Behörde, welche über die Errichtung der Anlage entscheidet, prüft auch deren Umweltverträglichkeit; sie stützt sich dafür auf die Beurteilung der Umweltschutzfachstelle.
Welche Behörde für die Projektgenehmigung zuständig ist und welche Umweltschutzfachstelle das Projekt beurteilt, hängt vom jeweiligen Anlagetyp ab: im Anhang der UVPV sind alle UVP-pflichtigen Anlagen und das jeweils massgebliche Verfahren aufgeführt. Je nach Anlage kann dies ein kantonales Verfahren oder eines des Bundes sein.